# 李裕智
李裕智（1901年—1927年），字若愚，又名巴吐尔罄，蒙古族，绥远土默特旗河口镇南双墙村（今属内蒙古自治区呼和浩特市托克托县）人，中国共产党内蒙古地区早期领导人。

## 生平
1901年，李裕智生于归化城土默特河口镇南双墙村（今属托克托县）的一个蒙古族农民家庭。在小学及归绥中学学习期间，李裕智组织学生开展过 “抵制日货，雪耻救国”运动。1923年秋，李裕智和30多位蒙古族青年学生，自土默特来到北京蒙藏学校。在校期间，李大钊、邓中夏等中共北方区委领导曾教育这批蒙古族学生。1924年，李裕智参加中国共产党。
1925年春，中国共产党包头工委成立，李裕智任工委书记，工委机关设在福徵寺。李裕智及工委委员王瑞甫筹资在包头城内开办 “明德照像馆”，作为据点开展工作。李裕智与工委人员常到农牧区走访并宣传革命，成立农民协会，号召“团结一致，打倒列强，救我中华。”1925年9月，李裕智来到石拐煤矿。在李裕智和工人代表的领导下，石拐矿工大罢工连续举行7天，取得成功。
1925年10月12日，内蒙古人民革命党在张家口成立。李裕智出席大会，并当选为候补执行委员。1925年冬，李裕智赴张家口参加了李大钊主持召开的内蒙古农工兵大同盟成立大会，并当选为中央执行委员。回到包头之后，李裕智发展大同盟的盟员，建立大同盟的基层组织。
1926年，内蒙古人民革命党中央西迁至包头。同年秋，内蒙古人民革命军成立，旺丹尼玛任总指挥，李裕智任副总指挥。李裕智率内蒙古人民革命党人员赴乌兰察布盟、土默特旗、察哈尔等地招募农民参军，并为部队筹集经费及武器装备。李裕智还亲自负责政治教育及军事训练工作。在共产国际的指导下，内蒙古人民革命军迅速发展为3个旅近2,000人。1926年，旺丹尼玛遇刺身亡后，内蒙古人民革命党中央委员会委员长白云梯出任内蒙古人民革命军总指挥，并派其心腹暴子清担任骑兵独立旅旅长，以削弱副总指挥李裕智的权力。

1927年8月，内蒙古人民革命党特别会议在蒙古人民共和国乌兰巴托召开。会议在共产国际的控制下，讨论了内蒙古形势，批判了白云梯等人背离党的路线、危害革命，撤销了白云梯等人的领导职务，并选出了新的中央委员会。1927年9月，白云梯自乌兰巴托逃回宁夏，封锁了特别会议的精神，以内蒙古人民革命党中央的名义召开紧急会议。当时，席尼喇嘛领导的内蒙古人民革命军第12团正在伊克昭盟遭到井岳秀的围剿。
1927年10月上旬，李裕智率内蒙古人民革命军骑兵独立旅第一、二营东渡黄河，准备增援席尼喇嘛。当部队开入毛乌素沙漠时，暴子清在白云梯的授意下，杀害了李裕智。
　　